# Eraldo Isidori
Eraldo Isidori (Macerata, 17 giugno 1940 – Bologna, 16 dicembre 2018) è stato un politico italiano.

## Biografia
Eraldo Isidori divenne tristemente famoso nel 1979, quando il suo figlioletto di cinque anni Sergio scomparve misteriosamente senza essere mai più ritrovato. Nonostante i numerosi appelli, compreso quello di papa Giovanni Paolo II, e le tante trasmissioni televisive dedicate al caso, la famiglia Isidori non è riuscita a conoscere la sorte del figlio. Isidori si spense la sera del 16 dicembre 2018 presso l’ospedale di Bologna dopo una lunga malattia.

### Carriera politica
Eraldo Isidori è stato eletto nella circoscrizione elettorale XIV (Marche) nella lista della Lega Nord. Ha cominciato il proprio mandato il 19 ottobre 2010 (in sostituzione del deputato Roberto Zaffini). Isidori è stato un membro della Commissione II Giustizia, nonché primo firmatario di 12 ordini del giorno e di 5 emendamenti.
Il suo nome è tornato alla ribalta nel 2012 a causa di un suo intervento alla Camera dei deputati risultato assolutamente sgrammaticato e a tratti insensato, nonostante il deputato fosse munito di un appunto:
(Eraldo Isidori, 28 novembre 2012)
Come spiegato dallo stesso deputato in un'intervista successiva, il confuso intervento sarebbe stato dovuto all'emozione e alla fretta.

Ciò nonostante, durante un'intervista in un servizio del 3 marzo 2013 de Le Iene, il deputato ha dimostrato di non riuscire a comporre quasi alcuna frase in un italiano corretto, essendo anche a volte del tutto incomprensibile, di non conoscere il significato della parola "eutanasia", di scambiare Mozart e Beethoven per esponenti della musica latino-americana o di ritenere che nella striscia di Gaza la situazione esplosiva fosse dovuta ad un conflitto tra cristiani e buddisti.